# McAllen, Texas
McAllen, Texas là một thành phố lớn nhất trong quận Hidalgo trong tiểu bang Texas, Hoa Kỳ. Thành phố có tổng diện tích 48,3 dặm vuông Anh (125 km2), trong đó diện tích đất là 48,3 dặm vuông Anh (125 km2). Theo điều tra dân số Hoa Kỳ năm 2010, thành phố có dân số 129.877 người, là thành phố đông dân thứ 188 tại Hoa Kỳ và thành phố lớn thứ bang Texas năm 2010.
McAllen nằm ở mũi phía nam của tiểu bang Texas trong một khu vực được gọi là thung lũng Rio Grande và là một phần của miền Tây Nam Mỹ. Ranh giới phía nam của nó là nằm khoảng năm dặm từ biên giới Hoa Kỳ-Mexico và thành phố Mexico Reynosa, Rio Grande và khoảng 70 dặm (110 km) về phía tây của South Padre Island và Vịnh Mexico. Dân số vùng đô thị McAllen-Edinburg-Mission có tổng cộng 774.769 người. Vùng đô thị Reynosa-McAllen có tổng dân số gần 1,7 triệu người.